# Difa-e Pakistan
Difa-e Pakistan (kurz: DPC; pakistanisch für Verteidigung Pakistans) ist eine islamistische, pakistanische Organisation.

## Mitglieder
Sie besteht aus etwa vier Dutzend Parteien und religiösen Organisationen. Unter diesen befinden sich auch mehrere illegale Milizen und Tarnorganisationen von Terrorgruppen.
Außerdem wird sie von einigen einflussreichen islamischen Predigern unterstützt.
Hamid Gul, ehemaliger Leiter des pakistanischen Geheimdienst Inter-Services Intelligence (ISI) trat als Redner für die Organisation auf.

## Positionen
Das Netzwerk tritt gegen US-amerikanischen und indischen Einfluss in Pakistan auf. So sollen die pakistanischen Nachschub-Routen nach Afghanistan für die NATO gesperrt werden.

## Geschichte
Der Verband wurde als Reaktion auf die Angriff auf den pakistanischen Stützpunkt Salala 2011, bei denen im November 2011 24 pakistanische Soldaten starben, gegründet.
Seit ihrer Gründung hat Difa-e Pakistan in mehreren pakistanischen Städten Großkundgebungen veranstaltet, unter anderem eine Demonstration in Islamabad Ende Februar 2012.